# Rosenbergia lepesmei
Rosenbergia lepesmei là một loài bọ cánh cứng trong họ Cerambycidae.